# 인터넷에선 아무도 당신이 개라는 것을 모릅니다

1993년 《더 뉴요커》에서 출판된 피터 스타이너의 카툰

"인터넷에선 아무도 당신이 개라는 것을 모릅니다"(영어: On the Internet, nobody knows you're a dog)는 1993년 5월 7일 《더 뉴요커》에서 출판된 피터 스타이너(Peter Steiner)의 카툰 캡션에서 시작된 격언이다. 카툰에는 두 마리의 개가 등장하는데, 한 마리는 컴퓨터 앞의 의자에 앉아서 바닥에 앉은 다른 한 마리의 개에게 캡션에 나온 말을 이야기한다. 2011년까지 이 작품은 《더 뉴욕커》에서 가장 많이 재발행된 카툰이며, 스타이너는 작품의 재발행으로 50,000달러 이상을 벌었다.